# Amalia av Oldenburg
Amalia av Oldenburg (grekiska: Αμαλία του Ολδεμβούργου), född 21 december 1818 i Oldenburg i Oldenburg, död 20 maj 1875 i Bamberg i Bayern, var drottning av Grekland mellan 1836 och 1862 som gift med den nyutnämnde kung Otto I. Hon var Greklands första drottning och fungerade också som ställföreträdande regent under Ottos frånvaro åren 1850 till 1851 samt 1861 till 1862.

## Biografi
Amalia var dotter till storhertig Paul Fredrik August och ärkehertiginna Hermine Amalie Marie.
Amalia gifte sig med kung Otto den 22 december 1836 i Oldenburg i Tyskland. Paret hade lärt känna varandra i Marienbad i Böhmen, då Otto hade kommit till Tyskland våren 1836 för att finna en maka efter sin myndighetsförklaring. Amalia var lutheran och Otto katolik, och vigseln skedde enligt både luthersk och katolsk ritual. Paret fick dock lova att uppfostra sina kommande barn i den ortodoxa tron. Hon anlände till Aten i Grekland 14 februari 1837.

### Som drottning
Grekland hade blivit självständigt från Osmanska riket bara sju år tidigare, då Otto hade valts till dess första monark, och Amalia blev landets första drottning. Huvudstaden Aten var under denna tid av blygsam storlek, och kungaparet levde i en relativt liten bostad fram till att det Gamla Kungliga Palatset färdigställdes, och omgav sig med ett hov som med få undantag bestod av tyskar. Hennes syster Fredrika bodde också med henne mellan 1839 och 1843.
Amalia blev initialt mycket populär med sin livlighet, patriotism och skönhet, och förde med sig en känsla av det moderna Europa till ett Grekland som länge varit isolerat under den osmanska ockupationen. Som landets första drottning hade hon ett stort inflytande på utvecklingen i det nyligen självständiga Grekland. Hon engagerade sig i välgörenhet för att förbättra misären i det fattiga landet. Hon införde flera nyheter från Västeuropa, som till exempel julgranen. Amalia tyckte om att arrangera baler och dansa och företa nöjesritter till häst genom gatorna, nöjen som i Västeuropa var normalt för överklasskvinnor, men som man var ovan vid i Aten, där kvinnor under det muslimska Osmanska riket hade levt mer isolerade liv.
Den danska dagboksförfattaren Christiane Lüth beskrev henne vid sin ankomst till Grekland 1839 som:
"Dronningen var lille, smuk med en nydelig Figur. Hun var livlig, næsten altfor livlig, talte om forskellige Ting, roste Grækenland paa Nordens Bekostning og mente, at vi meget snart vilde finde os tilrette i dette skønne Land med det dejlige Klima. [...] Dronningen var meget overtroisk, satte sig ikke 13 tilbords, var overbevist om at der viste sig en hvid eller sort Dame for hende, naar en større Begivenhed skulde gaa for sig i Baiern eller i Oldenburg. Hun troede ogsaa paa Sjælevandring, og hendes bestemte Karakter gjorde det vanskeligt at faa hende fra det hun engang havde sat sig i Hovedet."

### Tronföljdskris och impopularitet
Med tiden förlorade hon sin i början stora popularitet. Orsakerna var att hon förblev protestant istället för att konvertera till den grekisk ortodoxa tron; att hon inte fick några barn, vilket skapade en tronföljdskris; samt på grund av hennes allt större engagemang och inflytande inom politiken. 
Det faktum att hon var lutheran var till att börja med inte ett stort problem därför att hon gått med på att de barn hon födde skulle uppfostras ortodoxt, men när inget barn föddes, växte ett missnöje med att kungaparet inte var ortodoxt. 
Amalias och Ottos barnlöshet kom att med tiden utveckla sig till en svår tronföljdskris som tros ha spelat en stor roll i att Otto senare avsattes. Orsaken till att paret förblev barnlöst har varit föremål för långvarig debatt. Samtiden skyllde ofta barnlöshet på kvinnan, och Amalias ständiga ridturer och livliga dansande pekades ut som orsaker. Amalia utsattes för många olika undersökningar och verkningslösa fertilitetsbehandlingar fram till 1853, då man gav upp tanken på en biologisk tronarvinge. Ottos bröder tillerkändes istället arvsrätten efter honom.
Efter ett uppror i Aten 1843 riktat mot det tyska inflytandet i Aten började Amalia engagera sig allt mer i politiken. Hon sades bli påverkad i politiska frågor av inflytelserika gunstlingar, som sin tyska hovdam Wilhelmine von Plüskow. Hon påstås ha försökt verka för att hennes bror Elimar av Oldenburg skulle utses till Greklands tronföljare. Amalia försäkrades rätten att fungera som ställföreträdande regent i en frånvarande monarks ställe, exempelvid om Otto avled medan hans tronarvinge var utomlands.  Hon var regent när Otto var på hälsoresa till Tyskland 1850-1851, och en andra gång när Otto besökte sin familj i Bayern för att diskutera tronföljdsfrågan 1861-62.
Amalia utsattes 1861 för ett attentat av Aristidis Dosios, som hon lät benåda.

### Avsättning och senare liv
År 1862 avsattes Otto från den grekiska tron. Kungaparet fick rådet av utländska stater att inte ingripa mot upprorsmakarna, och med avsaknad av militär intervention tvingades Otto gå med på att abdikera. Otto och Amalia lämnade Grekland hastigt efter avsättningen på ett brittiskt skepp. De levde resten av livet i makens hemland Bayern. Hon blev änka 1867.

## Eftermäle
Amalia grundade barnhemmet Amaléion 1855 och Atens nationella trädgård 1839. Hon designade en hovdräkt som var en blandning av det europeiska modet och den grekiska klädedräkten. Det blev en folkdräkt som kallades Amaliaklänning, som kom att bli populär för icke muslimska stadskvinnor över hela Balkan. 
Staden Amaliáda och byn Amaliapolis fick sina namn efter Amalia av Oldenburg.